# Panoploscelis scudderi
Panoploscelis scudderi är en insektsart som beskrevs av Max Beier 1950. Panoploscelis scudderi ingår i släktet Panoploscelis och familjen vårtbitare. Inga underarter finns listade i Catalogue of Life.